# Lauren Wenger
Lauren Wenger (Long Beach, California, 11 de marzo de 1984) es una jugadora de waterpolo estadounidense para la Universidad del Sur de California, quien recibió el premio Peter J. Cutino 2006 como la mejor jugadora de waterpolo colegial entre los equipos de la División I de la NCAA. Su posición es defensora de dos metros.
Wenger fue All-American en Wilson Classical High School en Long Beach, California, y obtuvo un premio de atleta escolar los cuatro años. En 2002 jugó en la Selección de EE. UU. donde ganó el Campeonato Panamericano. De 2003 a 2006 asistió a la USC, donde en su último año condujo a su equipo Trojans en robos y asistencias, convirtiéndose en la goleadora no. 8 de todos los tiempos con 127 metas profesionales. Wenger es una miembro de la Selección Nacional de EE. UU., ayudando al equipo de EE. UU. a ganó la plata en el Campeonato del Mundo de Waterpolo 2005. En la USC, se especializó en política, planificación y desarrollo.

## Carrera
En los Juegos Olímpicos de China en 2008, ella y el equipo de Estados Unidos perdió 8-9 en el partido por el campeonato ante Países Bajos y se llevó a casa la medalla de plata. 
En junio de 2009, Wenger fue nombrada al equipo senior nacional de waterpolo femenino de EE. UU. para el Campeonato Mundial FINA 2009.
En agosto de 2012, ganó la medalla de oro en los Juegos Olímpicos de Londres 2012 con el equipo de EE. UU., derrotando a España en la final.